# Monte Veniaminof
El monte Veniaminof es un estratovolcán activo en la península de Alaska. 
El volcán fue el sitio de una erupción colosal (IEV 6) alrededor de 1750 a. C. Esta erupción dejó una gran caldera. En tiempos modernos, el volcán ha tenido numerosas erupciones pequeñas (más de diez desde 1930), todas en un  cono de ceniza en el medio de la caldera.
Veniaminof es uno de los volcanes de Alaska más altos. En parte por esta razón, está cubierto por un glaciar que llena la mayor parte de la caldera. Debido al glaciar y las paredes de la caldera, existe la posibilidad de una gran inundación de un futuro glaciar.

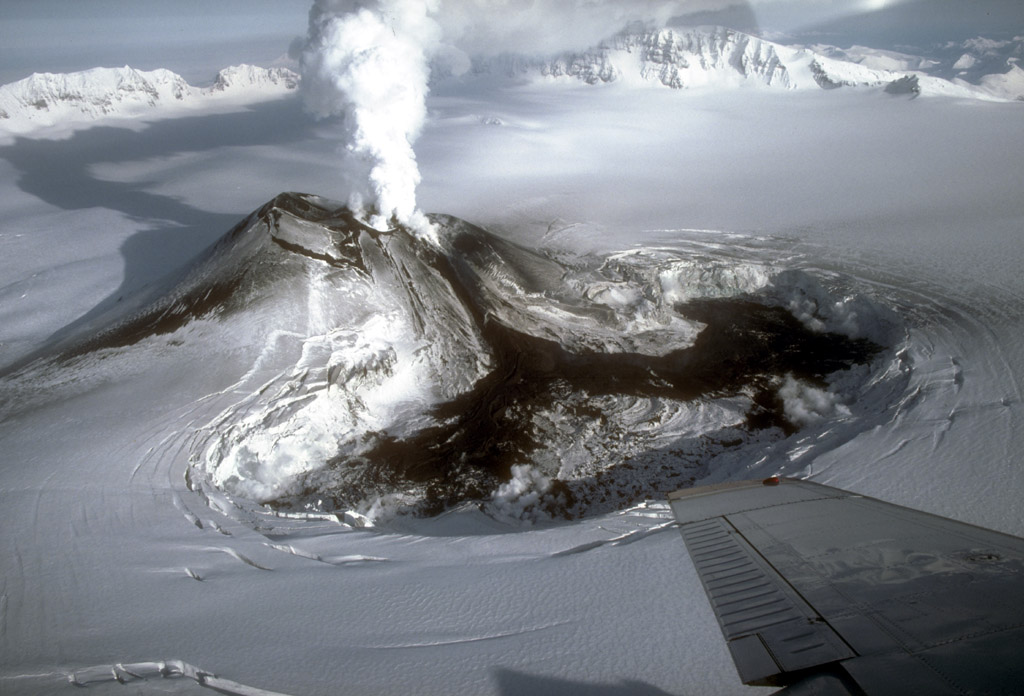
El vapor se eleva desde el cono de ceniza intracalderica en el volcán Veniaminof en las etapas menguantes de la erupción de 1983 a 1984.